# 所羅門·格倫布
所羅門·沃尔夫·格倫布（英語：Solomon Wolf Golomb，/ɡəloʊm/；1932年5月30日—2016年5月1日）是一位美國的數學家及工程师，在南加州大学任职电力工程教授一职。最出名的是他所写的数学游戏。最引人注目的是他于1948年发明并且创造了以骑兽跳棋命名的竞技项目。并且于1953年他充分的说明了多格骨牌和五格骨牌的构成与发展由来，而五格骨牌被認為在日後給電腦遊戲Tetris帶來了靈感。他主要的研究範疇有通訊理論、編碼理論、組合數學、數學遊戲及數論等；他學士畢業於約翰·霍普金斯大學，博士畢業於哈佛大學；他曾於美國太空總署的噴氣推進實驗室工作；亦是IEEE會員。
格倫布的創作／研究：
- 格倫布數列
- 格倫布編碼
- 騎獸跳棋

## 学术成果
格伦布从巴尔地摩市学院高中毕业之后，从约翰霍普金斯大学获得了学士学位，并且在1957年以论文“问题的素数的分布”获得了哈佛大学的硕士学位和博士学位。而在格伦·L·马丁公司工作期间，他的兴趣极大的转向了传播理论并且开始了他的移位寄存器序列的工作。他在奥斯陆大学做了一年的富布莱特交流学者；1963年他在加入南加州大学任教两年期满后，加入了南加州理工学院的喷气推进实验室，在那里他研究的方向转为了军事和航天通信。
格伦布开发的移位寄存器序列优点在于最大长度特性识别，也被成为伪随机或伪随机序列，这项研究成果被广泛的运用于军事、工业和消费应用的识别。今天，数以百万计无线和移动电话的使用与移位寄存器序列来实现伪随机码直接序列扩频。
格伦布发明的格伦布编码是一种熵编码。在格伦布编码生成方法下，是以一个科斯塔斯阵列为中心的主要生成技术，哥隆尺这种技术被运用于天文学中的数据加密并且以格伦布的名字命名。他还是一个专栏作家，所写的格伦布的益智栏目常常发表在IEEE信息社会通讯写作中；他也是美国科学杂志的数学游戏专栏撰稿人。他对数学的贡献之一是创造出Rep-tile的数学娱乐游戏。他还向每月一期发布在他本科母校的霍普金斯杂志贡献一个拼图，这一系列频繁的贡献拼图行为被休闲语言学杂志称为“格伦布的开场白”。

## 所获奖项
格伦布既是国家工程院成员，又是国家科学院成员。
1985年获得了IEEE的信息理论学会的香农奖。1992年他的研究成果为他赢得了美国国家安全局的奖章，同时他也成为了俄罗斯科学院的罗蒙诺索夫奖章和俄罗斯自然科学院的卡皮查奖章的获得者。
2000年，他被IEEE授予理查德·W·海明奖章以表彰他运用先进的数学数字通信问题的能力做出的理论超过40年一个重要人物，所对信息科学和系统的杰出贡献。
格伦布是一个尝试罗纳德K.霍夫林的超级智商功率测试中的高水平教授之一，它最初刊登在该杂志上。他的智商得分至少在176左右，那这就代表有1/1000000随意选定的人群。
在2012年，他成为美国数学学会成员。同年，他获得了国家科学奖章这一荣誉。

## 书籍
- Signal Design for Good Correlation （页面存档备份，存于） (ISBN 0-521-82104-5)
- Polyominoes, Princeton University Press; 2nd edition 1996, ISBN 0-691-02444-8
- Shift Register Sequences, San Francisco, Holden-Day, 1967. ISBN 0-89412-048-4

## 参阅
- 编码序列

## 外部連結
- 美国南加州大学电机工程系格伦布教授的小传 （页面存档备份，存于）
- 所羅門·格倫布在數學譜系計畫的資料。